# Championnat du Japon de football 2021
Navigation
J1 League 2020 J1 League 2022
Le championnat du Japon de football 2021 est la 56e édition de la première division japonaise, la 29e édition sous l'appellation J. League. Pour des raisons contractuelles, il est dénommé 2021 Meiji Yasuda J1 League. Il oppose les vingt meilleurs clubs du Japon en une série de trente-huit rencontres.
Les meilleurs de ce championnat se qualifient pour la Ligue des Champions de l'AFC. Le nombre de qualifiés en Ligue des Champions via le championnat, de trois à quatre, varie en fonction du vainqueur de la Coupe de l'Empereur.
Kawasaki Frontale remporte son quatrième titre de champions.

## Les clubs participants
Les 18 premiers de la J League 2020, et les deux premiers de la J2 League 2020 participent à la compétition.
| Club                       | Dernière montée | Ville     | Classement 2020 | Entraîneur          | Depuis | Stade                          | Capacité | Nombre de saisons |
| -------------------------- | --------------- | --------- | --------------- | ------------------- | ------ | ------------------------------ | -------- | ----------------- |
| Kawasaki Frontale          | 2005            | Kawasaki  | 1er             | Toru Oniki          | 2017   | Stade d'athlétisme de Todoroki | 26 827   | 17                |
| Gamba Osaka                | 2014            | Suita     | 2e              | Masanobu Matsunami  | 2021   | Panasonic Stadium Suita        | 39 694   | 28                |
| Nagoya Grampus             | 2018            | Nagoya    | 3e              | Massimo Ficcadenti  | 2019   | Paloma Mizuho Stadium          | 20 223   | 28                |
| Cerezo Osaka               | 2017            | Osaka     | 4e              | Akio Kokigu         | 2021   | Stade Nagai                    | 47 853   | 21                |
| Kashima Antlers            | -               | Kashima   | 5e              | Naoki Sōma          | 2021   | Stade de Kashima               | 38 669   | 29                |
| FC Tokyo                   | 2012            | Tokyo     | 6e              | Kenta Hasegawa      | 2018   | Stade Ajinomoto                | 47 894   | 21                |
| Kashiwa Reysol             | 2020            | Kashiwa   | 7e              | Nelsinho Baptista   | 2019   | Hitachi Kashiwa Stadium        | 15 109   | 24                |
| Sanfrecce Hiroshima        | 2009            | Hiroshima | 8e              | Hiroshi Jofuku      | 2018   | Grande Arche d'Hiroshima       | 35 909   | 27                |
| Yokohama F. Marinos        | -               | Yokohama  | 9e              | Kevin Muscat        | 2021   | Stade Nissan                   | 72 013   | 29                |
| Urawa Red Diamonds         | 2001            | Saitama   | 10e             | Ricardo Rodríguez   | 2021   | Stade Saitama 2002             | 62 010   | 28                |
| Oita Trinita               | 2019            | Ōita      | 11e             | Tomohiro Katanosaka | 2016   | Showa Denko Dome Oita          | 31 997   | 11                |
| Hokkaido Consadole Sapporo | 2017            | Sapporo   | 12e             | Mihailo Petrović    | 2018   | Dôme de Sapporo                | 38 794   | 10                |
| Sagan Tosu                 | 2012            | Tosu      | 13e             | Kim Myung-Hwi       | 2019   | Ekimae Stadium                 | 24 130   | 10                |
| Vissel Kobe                | 2014            | Kobe      | 14e             | Atsuhiro Miura      | 2020   | Noevir Stadium                 | 28 962   | 23                |
| Yokohama FC                | 2020            | Yokohama  | 15e             | Tomonobu Hayakawa   | 2021   | MItsuzawa Stadium              | 15 440   | 3                 |
| Shimizu S-Pulse            | 2017            | Shizuoka  | 16e             | Miguel Ángel Lotina | 2021   | IAI Stadium                    | 19 496   | 28                |
| Vegalta Sendai             | 2010            | Sendai    | 17e             | Makoto Teguramori   | 2021   | Yurtec Stadium Sendai          | 19 526   | 13                |
| Shonan Bellmare            | 2018            | Hiratsuka | 18e             | Satoshi Yamaguchi   | 2021   | Hiratsuka Stadium              | 15 380   | 14                |
| Tokushima Vortis           | 2021            | Tokushima | 1er             | Dani Poyatos        | 2021   | Pocarisweat Stadium            | 17 924   | 2                 |
| Avispa Fukuoka             | 2021            | Fukuoka   | 2e              | Shigetoshi Hasebe   | 2020   | Level5 Stadium                 | 21 562   | 10                |

Légende des couleurs
- Tenant du titre et qualifié pour la phase de groupe de la Ligue des champions de l'AFC 2021
- Qualifié pour le tour préliminaire de la Ligue des champions de l'AFC 2021
- Promu de la J2 League 2020

### Localisation des clubs
| \| Clubs du Grand Tokyo · FC Tokyo (Tokyo) · Kawasaki Frontale (Kanagawa) · Kashima Antlers (Ibaraki) · Urawa Red Diamonds (Saitama) · Shonan Bellmare (Kanagawa) · Kashiwa Reysol (Chiba) · Yokohama F. Marinos (Kanagawa) · Yokohama FC (Kanagawa) Grand Tokyo Cerezo Osaka Sanfrecce Hiroshima Gamba Osaka Vissel Kobe Oita Trinita Hokkaido Consadole Sapporo Vegalta Sendai Shimizu S-Pulse Nagoya Grampus Sagan Tosu Tokushima Vortis Avispa Fukuoka \| Localisation des clubs engagés dans le championnat. |
| Clubs du Grand Tokyo · FC Tokyo (Tokyo) · Kawasaki Frontale (Kanagawa) · Kashima Antlers (Ibaraki) · Urawa Red Diamonds (Saitama) · Shonan Bellmare (Kanagawa) · Kashiwa Reysol (Chiba) · Yokohama F. Marinos (Kanagawa) · Yokohama FC (Kanagawa) Grand Tokyo Cerezo Osaka Sanfrecce Hiroshima Gamba Osaka Vissel Kobe Oita Trinita Hokkaido Consadole Sapporo Vegalta Sendai Shimizu S-Pulse Nagoya Grampus Sagan Tosu Tokushima Vortis Avispa Fukuoka                                                           |

| Clubs du Grand Tokyo · FC Tokyo (Tokyo) · Kawasaki Frontale (Kanagawa) · Kashima Antlers (Ibaraki) · Urawa Red Diamonds (Saitama) · Shonan Bellmare (Kanagawa) · Kashiwa Reysol (Chiba) · Yokohama F. Marinos (Kanagawa) · Yokohama FC (Kanagawa) Grand Tokyo Cerezo Osaka Sanfrecce Hiroshima Gamba Osaka Vissel Kobe Oita Trinita Hokkaido Consadole Sapporo Vegalta Sendai Shimizu S-Pulse Nagoya Grampus Sagan Tosu Tokushima Vortis Avispa Fukuoka |

## Compétition

### Déroulement
Avec les non relégations de l'édition 2020 décidées à cause de la pandémie de Covid-19, le nombre de relégations à la fin de cette édition est porté à quatre, prenant en compte le fait que deux clubs de l'édition 2020 de J2 League ont été promus alors qu'aucuns de J. League n'ont été relégués.

### Classement
Source : MEIJI YASUDA J1 LEAGUE sur jleague.co
| Rang | Équipe                     | Pts | J  | G  | N  | P  | Bp | Bc | Diff |
| ---- | -------------------------- | --- | -- | -- | -- | -- | -- | -- | ---- |
| 1    | Kawasaki Frontale T S      | 92  | 38 | 28 | 8  | 2  | 81 | 28 | +53  |
| 2    | Yokohama F. Marinos        | 79  | 38 | 24 | 7  | 7  | 82 | 35 | +47  |
| 3    | Vissel Kobe                | 73  | 38 | 21 | 10 | 7  | 62 | 36 | +26  |
| 4    | Kashima Antlers            | 69  | 38 | 21 | 6  | 11 | 62 | 36 | +26  |
| 5    | Nagoya Grampus L           | 66  | 38 | 19 | 9  | 10 | 44 | 30 | +14  |
| 6    | Urawa Red Diamonds C       | 63  | 38 | 18 | 9  | 11 | 45 | 38 | +7   |
| 7    | Sagan Tosu                 | 59  | 38 | 16 | 11 | 11 | 43 | 35 | +8   |
| 8    | Avispa Fukuoka P           | 54  | 38 | 14 | 12 | 12 | 42 | 37 | +5   |
| 9    | FC Tokyo                   | 53  | 38 | 15 | 8  | 15 | 49 | 53 | -4   |
| 10   | Hokkaido Consadole Sapporo | 51  | 38 | 14 | 9  | 15 | 48 | 50 | -2   |
| 11   | Sanfrecce Hiroshima        | 49  | 38 | 12 | 13 | 13 | 44 | 42 | +2   |
| 12   | Cerezo Osaka               | 48  | 38 | 13 | 9  | 16 | 47 | 51 | -4   |
| 13   | Gamba Osaka                | 44  | 38 | 12 | 8  | 18 | 33 | 49 | -16  |
| 14   | Shimizu S-Pulse            | 42  | 38 | 10 | 12 | 16 | 37 | 54 | -17  |
| 15   | Kashiwa Reysol             | 41  | 38 | 12 | 5  | 21 | 37 | 56 | -19  |
| 16   | Shonan Bellmare            | 37  | 38 | 7  | 16 | 15 | 36 | 41 | -5   |
| 17   | Tokushima Vortis P         | 36  | 38 | 10 | 6  | 22 | 34 | 55 | -21  |
| 18   | Oita Trinita               | 35  | 38 | 9  | 8  | 21 | 31 | 55 | -24  |
| 19   | Vegalta Sendai             | 28  | 38 | 5  | 13 | 20 | 31 | 62 | -31  |
| 20   | Yokohama FC                | 27  | 38 | 6  | 9  | 23 | 32 | 77 | -45  |

### Résultats
Le tableau suivant récapitule les résultats « aller » et « retour » du championnat :
| Résultats (▼dom., ►ext.)                                   | BEL | FUK | HIR | KASA | KASR | KAW | KOB | NAG | OIT | COSA | GASA | SAP | TOK | FCT | TOS | SEN | SHI | URA | YFC | YOK |
| Shonan Bellmare                                            |     | 1-1 | 0-0 | 1-2  | 2-4  | 1-1 | 0-0 | 0-0 | 2-0 | 0-0  | 0-0  | 0-0 | 0-1 | 0-1 | 0-1 | 3-1 | 1-1 | 0-0 | 2-1 | 0-1 |
| Avispa Fukuoka                                             | 2-1 |     | 1-1 | 1-0  | 1-0  | 1-0 | 1-2 | 1-2 | 1-0 | 2-1  | 0-1  | 1-2 | 3-0 | 1-0 | 3-0 | 2-2 | 1-2 | 2-0 | 1-1 | 1-3 |
| Sanfrecce Hiroshima                                        | 0-1 | 1-2 |     | 1-4  | 1-0  | 1-1 | 1-1 | 1-0 | 4-1 | 0-1  | 0-0  | 2-1 | 0-1 | 1-2 | 1-1 | 1-1 | 1-0 | 2-2 | 0-1 | 1-3 |
| Kashima Antlers                                            | 3-1 | 0-3 | 1-1 |      | 2-1  | 1-2 | 1-1 | 0-1 | 0-0 | 1-0  | 3-1  | 4-0 | 3-0 | 3-0 | 1-0 | 1-1 | 1-3 | 1-0 | 1-2 | 5-3 |
| Kashiwa Reysol                                             | 2-1 | 0-0 | 0-3 | 2-1  |      | 0-0 | 1-2 | 0-1 | 2-3 | 1-0  | 1-0  | 1-2 | 5-1 | 0-4 | 1-3 | 1-1 | 1-2 | 0-2 | 2-1 | 1-2 |
| Kawasaki Frontale                                          | 2-1 | 3-1 | 1-1 | 2-1  | 1-0  |     | 3-1 | 3-2 | 2-0 | 3-2  | 4-1  | 2-0 | 2-0 | 1-0 | 1-0 | 2-2 | 1-0 | 1-1 | 3-1 | 2-0 |
| Vissel Kobe                                                | 3-1 | 1-0 | 3-0 | 1-0  | 1-2  | 1-1 |     | 0-1 | 1-0 | 1-1  | 1-0  | 1-0 | 1-0 | 0-1 | 1-1 | 4-2 | 1-1 | 5-1 | 5-0 | 0-2 |
| Nagoya Grampus                                             | 1-0 | 1-0 | 1-0 | 0-2  | 2-0  | 0-4 | 2-2 |     | 1-0 | 1-0  | 2-0  | 1-0 | 3-0 | 0-0 | 1-2 | 0-1 | 1-1 | 0-0 | 3-0 | 2-1 |
| Oita Trinita                                               | 2-0 | 2-1 | 1-3 | 0-0  | 0-1  | 0-2 | 1-3 | 0-3 |     | 1-0  | 2-3  | 1-1 | 1-1 | 1-1 | 1-1 | 2-0 | 1-0 | 1-0 | 2-0 | 0-1 |
| Cerezo Osaka                                               | 1-5 | 2-2 | 1-2 | 1-2  | 2-0  | 1-4 | 1-1 | 2-1 | 1-0 |      | 1-1  | 0-2 | 1-2 | 3-3 | 1-0 | 0-0 | 2-1 | 1-0 | 3-1 | 2-1 |
| Gamba Osaka                                                | 0-0 | 0-0 | 1-2 | 0-1  | 2-1  | 0-2 | 1-2 | 1-3 | 2-1 | 0-1  |      | 1-5 | 2-1 | 0-0 | 1-0 | 2-3 | 0-0 | 0-3 | 2-0 | 2-3 |
| Hokkaido Sapporo                                           | 1-1 | 0-0 | 0-2 | 2-2  | 3-1  | 0-2 | 3-4 | 0-2 | 2-0 | 0-3  | 0-2  |     | 1-0 | 3-2 | 0-0 | 2-1 | 2-0 | 2-1 | 1-1 | 1-3 |
| Tokushima Vortis                                           | 1-1 | 1-2 | 2-4 | 0-1  | 0-1  | 1-3 | 1-1 | 0-0 | 1-1 | 0-1  | 2-1  | 1-2 |     | 0-1 | 3-0 | 1-0 | 2-2 | 0-1 | 2-1 | 0-1 |
| FC Tokyo                                                   | 3-2 | 0-0 | 0-0 | 1-2  | 0-1  | 2-4 | 2-3 | 1-1 | 3-0 | 3-2  | 1-0  | 2-1 | 0-2 |     | 1-2 | 2-1 | 4-0 | 1-2 | 4-0 | 0-3 |
| Sagan Tosu                                                 | 1-1 | 0-0 | 0-0 | 2-1  | 2-0  | 3-1 | 0-2 | 3-1 | 0-0 | 3-3  | 0-1  | 1-0 | 2-0 | 1-0 |     | 5-0 | 2-1 | 2-0 | 3-0 | 0-4 |
| Vegalta Sendai                                             | 0-2 | 0-1 | 2-0 | 0-1  | 1-0  | 1-5 | 0-2 | 1-1 | 2-1 | 1-1  | 0-1  | 1-1 | 0-1 | 1-2 | 0-1 |     | 2-3 | 0-0 | 0-0 | 0-0 |
| Shimizu S-Pulse                                            | 1-1 | 2-2 | 1-0 | 0-4  | 0-1  | 0-2 | 0-2 | 0-3 | 1-0 | 2-1  | 0-1  | 2-2 | 0-3 | 3-0 | 0-0 | 2-1 |     | 0-2 | 1-1 | 2-2 |
| Urawa Red Diamonds                                         | 2-3 | 2-0 | 1-0 | 2-1  | 5-1  | 0-5 | 2-0 | 0-0 | 3-2 | 2-0  | 1-1  | 0-0 | 1-0 | 1-1 | 2-1 | 2-0 | 0-1 |     | 2-0 | 2-1 |
| Yokohama FC                                                | 2-0 | 1-1 | 0-3 | 0-3  | 1-1  | 0-2 | 0-2 | 2-0 | 1-2 | 1-4  | 3-1  | 0-1 | 5-3 | 0-1 | 0-0 | 2-2 | 1-1 | 0-2 |     | 2-2 |
| Yokohama F. Marinos                                        | 1-1 | 2-0 | 3-3 | 0-2  | 1-1  | 1-1 | 2-0 | 2-0 | 5-1 | 1-0  | 0-1  | 2-1 | 1-0 | 8-0 | 2-0 | 5-0 | 2-1 | 3-0 | 5-0 |     |
| - Victoire à domicile - Match nul - Victoire à l'extérieur |     |     |     |      |      |     |     |     |     |      |      |     |     |     |     |     |     |     |     |     |

## Statistiques

### Meilleurs buteurs
|    | Buteur          | Club                | Buts | MJ |
| -- | --------------- | ------------------- | ---- | -- |
| 1  | Leandro Damião  | Kawasaki Frontale   | 23   | 34 |
| 1  | Daizen Maeda    | Yokohama F. Marinos | 23   | 35 |
| 3  | Kyogo Furuhashi | Vissel Kobe         | 15   | 21 |
| 4  | Ayase Ueda      | Kashima Antlers     | 14   | 28 |
| 5  | Diego Oliveira  | FC Tokyo            | 13   | 35 |
| 6  | Thiago Santana  | Shimizu S-Pulse     | 13   | 36 |
| 7  | Patric          | Gamba Osaka         | 13   | 32 |
| 8  | Anderson Lopes  | Hokkaido Sapporo    | 12   | 14 |
| 9  | Ado Onaiwu      | Yokohama F. Marinos | 12   | 20 |
| 10 | Ryōtarō Araki   | Kashima Antlers     | 10   | 35 |

| Source : J.LEAGUE Légende Buts. : Nombre de buts marqué MJ : Nombre de matchs joués |

### Meilleurs passeurs
|    | Passeur           | Club                | Pas. | MJ |
| -- | ----------------- | ------------------- | ---- | -- |
| 1  | Miki Yamane       | Kawasaki Frontale   | 12   | 36 |
| 2  | Kota Mizunuma     | Yokohama F. Marinos | 9    | 35 |
| 3  | Leandro Damião    | Kawasaki Frontale   | 8    | 34 |
| 4  | Yuki Soma         | Nagoya Grampus      | 8    | 32 |
| 5  | Ryōtarō Araki     | Kashima Antlers     | 7    | 35 |
| 6  | Tatsuki Seko      | Yokohama FC         | 7    | 32 |
| 7  | Élber             | Yokohama F. Marinos | 6    | 36 |
| 8  | Teruhito Nakagawa | Yokohama F. Marinos | 6    | 27 |
| 9  | Yusuke Maruhashi  | Cerezo Osaka        | 6    | 32 |
| 10 | Yoshinori Muto    | Vissel Kobe         | 6    | 13 |

| Source : J.LEAGUE Légende Pas. : Nombre de passes décisives délivrées MJ : Nombre de matchs joués |

## Parcours continental des clubs
Le parcours des clubs japonais en Ligue des champions de l'AFC est important puisqu'il détermine le coefficient AFC japonais, et donc le nombre de clubs japonais présents dans la compétition les années suivantes.
| Club              | Compétition         | Résultat           | Ultime(s) adversaire(s) | Ultime(s) adversaire(s) | Ultime(s) adversaire(s) |
| ----------------- | ------------------- | ------------------ | ----------------------- | ----------------------- | ----------------------- |
| Kawasaki Frontale | Ligue des champions | Huitième de finale | Ulsan Hyundai           | Ulsan Hyundai           | Ulsan Hyundai           |
| Gamba Osaka       | Ligue des champions | Phase de groupes   | Jeonbuk Hyundai         | United City             | Beijing Guoan           |
| Nagoya Grampus    | Ligue des champions | Quart de finale    | Pohang Steelers         | Pohang Steelers         | Pohang Steelers         |
| Cerezo Osaka      | Ligue des champions | Huitième de finale | Pohang Steelers         | Pohang Steelers         | Pohang Steelers         |

## Récompenses individuelles

### Joueur du mois
| Mois              | Vainqueur         | Vainqueur           | Réf.   |
| Mois              | Joueur            | Club                | Réf.   |
| ----------------- | ----------------- | ------------------- | ------ |
| Février/Mars      | Shō Inagaki       | Nagoya Grampus      | [ 4 ]  |
| Avril             | Leandro Damião    | Kawasaki Frontale   | [ 5 ]  |
| Mai               | Kasper Junker     | Urawa Red Diamonds  | [ 6 ]  |
| Juin              | Kyogo Furuhashi   | Vissel Kobe         | [ 7 ]  |
| Juillet           | Noriyoshi Sakai   | Sagan Tosu          | [ 8 ]  |
| Août              | Léo Ceará         | Yokohama F. Marinos | [ 9 ]  |
| Septembre         | Mitchell Langerak | Nagoya Grampus      | [ 10 ] |
| Octobre           | Andrés Iniesta    | Vissel Kobe         | [ 11 ] |
| Novembre/Décembre | Leandro Damião    | Kawasaki Frontale   | [ 12 ] |

### J.League Awards

#### Trophée individuel
Au mois de décembre 2021, la cérémonie des J.League Awards dévoile le MVP, ou meilleur joueur, de la saison, ainsi que l'équipe-type, entre autres récompenses. Michael Olunga, attaquant du Kashiwa Reysol et meilleur buteur du championnat avec 28 réalisations, est récompensé du titre de MVP. Il devient ainsi le premier joueur africain à recevoir cette récompense. Ayumu Seko, défenseur du Cerezo Osaka, est nommé Meilleur jeune. Le milieu du Vissel Kobe, Hotaru Yamaguchi, reçoit le trophée individuel du Fair-play tandis que Mitsuki Saito, milieu du Shonan Bellmare, est récompensé du But de l'année.
| J.League Awards     | J.League Awards   | J.League Awards    | Réf.   |
|                     | Joueur            | Club               | Réf.   |
| ------------------- | ----------------- | ------------------ | ------ |
| Meilleur joueur     | Leandro Damião    | Kawasaki Frontale  | [ 13 ] |
| Meilleur jeune      | Ryōtarō Araki     | Kashima Antlers    | [ 14 ] |
| Fair-play           | Miki Yamane       | Kawasaki Frontale  | [ 15 ] |
| But de l'année      | Yoichiro Kakitani | Nagoya Grampus     | [ 16 ] |
| Meilleur entraineur | Ricardo Rodríguez | Urawa Red Diamonds | [ 17 ] |

#### Équipe-type
L'équipe-type de la saison est composée de sept joueurs (Taniguchi, Jesiel, Yamane, Wakizaka, Hatate, Ienaga et Damião) de Kawasaki Frontale, équipe championne, deux joueurs (Langerak et Inagaki) de Nagoya Grampus, un joueur (Iniesta) du Vissel Kobe et un joueur (Maeda) de Yokohama F. Marinos.
| Gardien                            | Défenseurs                                                                                     | Milieux | Attaquants                                                            |
| ---------------------------------- | ---------------------------------------------------------------------------------------------- | --- | --------------------------------------------------------------------- |
| Mitchell Langerak (Nagoya Grampus) | Shōgo Taniguchi (Kawasaki Frontale) Jesiel (Kawasaki Frontale) Miki Yamane (Kawasaki Frontale) | Yasuto Wakizaka (Kawasaki Frontale) Shō Inagaki (Nagoya Grampus) Reo Hatate (Kawasaki Frontale) Akihiro Ienaga (Kawasaki Frontale) Andrés Iniesta (Vissel Kobe) | Leandro Damião (Kawasaki Frontale) Daizen Maeda (Yokohama F. Marinos) |